# Glauconome rugosa
Glauconome rugosa is een tweekleppigensoort uit de familie van de Glauconomidae. De wetenschappelijke naam van de soort is voor het eerst geldig gepubliceerd in 1843 door Hanley.